# Bonneville-Ducati-Projekt
Das Bonneville-Ducati-Projekt wurde 2010 gegründet, um 2012 einen FIM-Land-Speed-Racing-Weltrekord in der Klasse 1000 APS/BG Zweizylinder-Motorräder auf Salz zu fahren. Das  badische Team aus dem Umkreis Achern verwendete ein Eigenbau-Motorrad mit einem Ducati-Motor (Basis: Ducati 916/955 Turbo).

## Geschichte
Entstanden ist die Idee im Jahr 2010 mit dem Junggesellenabschied von Günter Retsch bei einer Veranstaltung auf dem englischen Santa Pod Raceway. Auf den Spuren vergangener Dragster-Zeiten wollte man dort ein Rennen anschauen, aber leider verhinderte das englische Wetter dies. Durch die Atmosphäre und die Erinnerung an den Film mit Anthony Hopkins The World's Fastest Indian entstand die Idee, Günters alten Ducati-Dragster umzubauen und auf den Bonneville Salt Flats in Utah zu fahren.
Zurück in Deutschland konnten Freunde aus den unterschiedlichsten Bereichen gewonnen werden, darunter Mechaniker, Techniker, Ingenieure, Marketingfachmänner und -frauen. 2014 soll der 200 Meilen Club ein drittes deutsches Mitglied erhalten.

## Klassenbeschreibung
- 1000 APS/BG Zweizylinder
- Hubraum bis 1000 cm3
- A = Special Construction (Eigenbau)
- PS = Partial Streamliner (Partielle Verkleidung)
- BG = Blown Gas (aufgeladen, hoch-oktaniges Rennbenzin)

## Projekt-Phasen

### Phase 1 – „NowSalt 2012“
Nach zwei Jahren Vorarbeit machte sich das Team im August 2012 auf den Weg in die Salzwüste zu den BUB - Motorcycle Speed Trials. Die Mannschaft konnte zwei Rekorde in ihrer Klasse erreichen, den nationalen AMA Rekord und den internationalen FIM-Weltrekord in der Klasse „I.A1.B II.2 1000cc“, Fahrer war Günter Retsch.

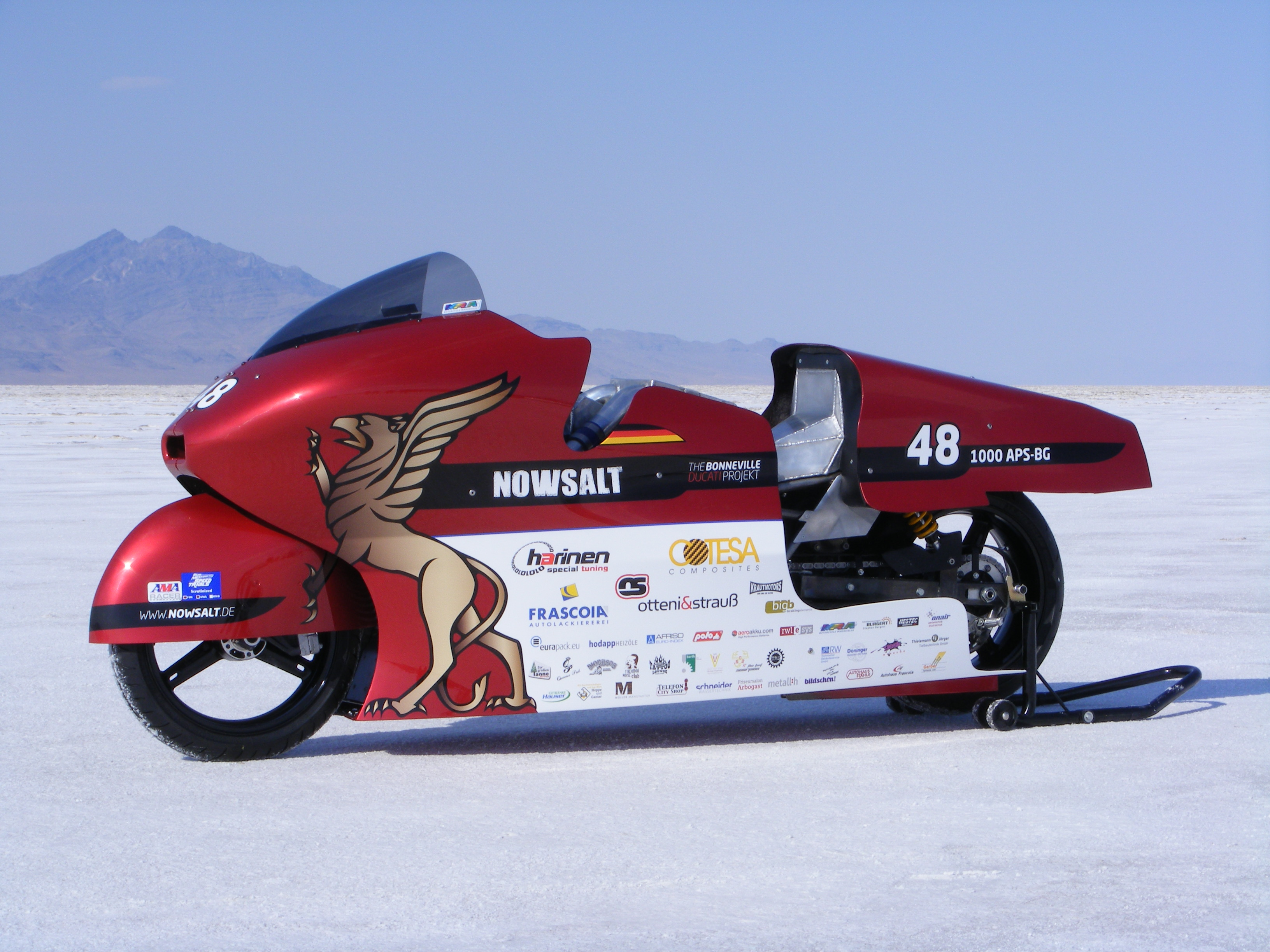
Die "Diva" 2012 - Seitenansicht
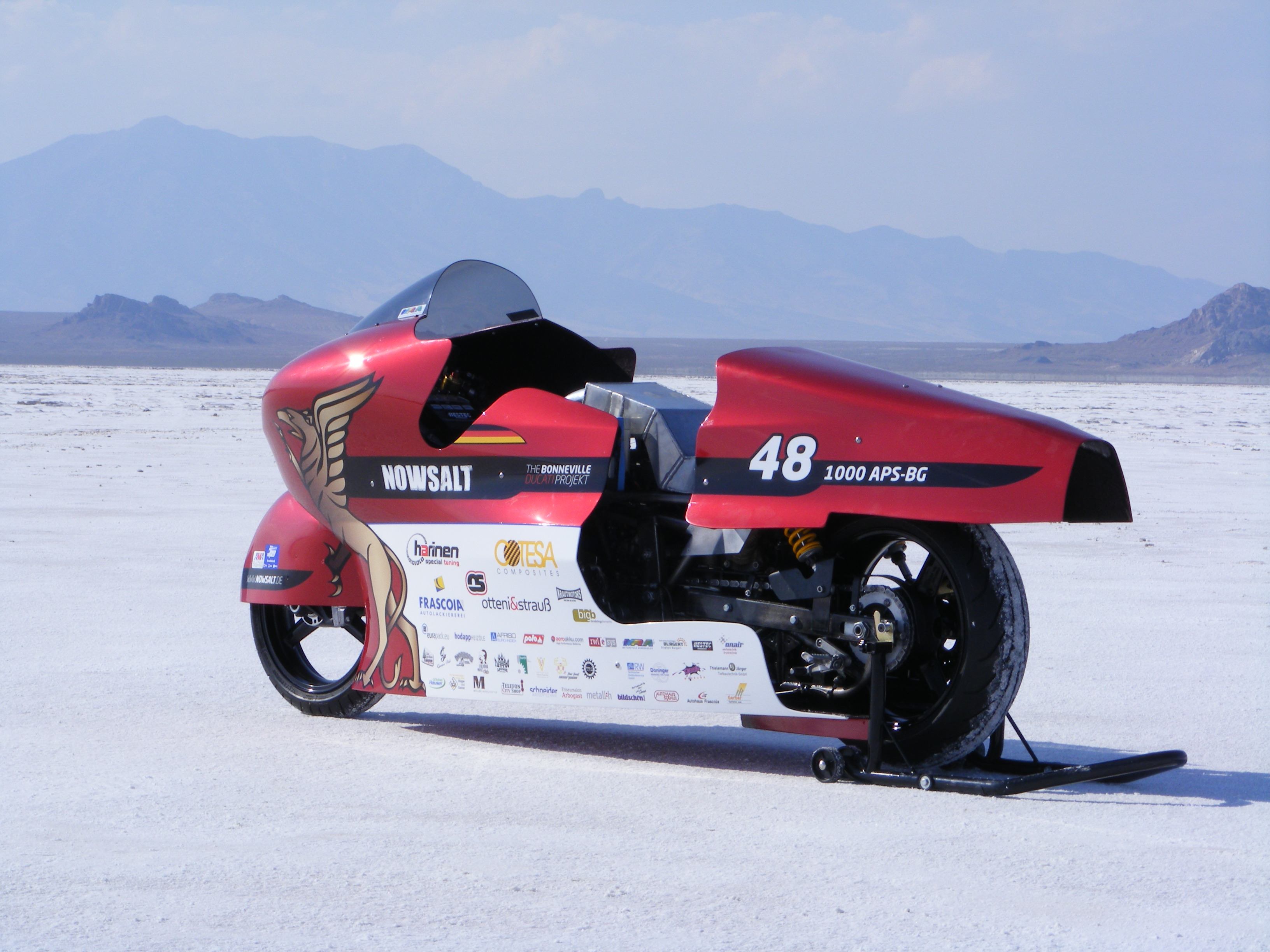
Die "Diva" 2012 - Seiten-Rückansicht

### Phase 2 – „MoreSalt 2014“
Im Juli 2013 konnte eine Auswahl der Mitglieder den Windkanal von Audi nutzen, um die Aerodynamik zu testen und zu optimieren. Des Weiteren wird resultierend aus den bisherigen Erfahrungen durch das Technikteam das Fahrwerk überarbeitet.
Die SCTA-Speed Week 2014 (A Century of Speed-Bonneville Salt Flats) vom 9. bis 15. August 2014 wurde aber dann wegen Regen abgesagt. Danach sind keine weiteren Aktivitäten für das Bonneville-Ducati-Projekt mehr feststellbar.

## Sonstiges
- Ab Herbst 2012 war die Ducati für einige Monate Teil der Wilhelm Herz-Ausstellung im Technik-Museum Speyer.
- Heinz Herz, der Sohn von Wilhelm Herz, ist ein aktiver Unterstützer des Teams.